# 1. Frauen-Fußball-Club Frankfurt 2010-2011
Questa voce raccoglie le informazioni riguardanti la squadra femminile del 1. Frauen-Fußball-Club Frankfurt nelle competizioni ufficiali della stagione 2010-2011.

## Divise e sponsor
Le tenute di gioco riprendono i colori sociali della società, il bianco e il nero. Lo sponsor principale è l'istituto di credito Commerzbank, il fornitore delle tenute Adidas.
| Casa | Trasferta |

## Organigramma societario
Come da sito ufficiale e sito Federcalcio tedesca (DFB).
Area tecnica
- Allenatore: Sven Kahlert
- Vice allenatore: Philipp Dahm
- Vice allenatore: Kai Rennich
- Preparatore dei portieri:  	Mathias Bolz

## Rosa
Rosa, ruoli e numeri di maglia come da sito della federazione tedesca.
| N. |                        | Ruolo | Calciatrice         |
| -- | ---------------------- | ----- | ------------------- |
| 1  | Germania (bandiera)    | P     | Nadine Angerer      |
| 2  | Stati Uniti (bandiera) | D     | Gina Lewandowski    |
| 3  | Germania (bandiera)    | D     | Valeria Kleiner     |
| 4  | Germania (bandiera)    | D     | Stephanie Jarosch   |
| 5  | Svezia (bandiera)      | D     | Sara Thunebro       |
| 6  | Germania (bandiera)    | A     | Conny Pohlers       |
| 7  | Germania (bandiera)    | C     | Melanie Behringer   |
| 8  | Germania (bandiera)    | A     | Silvana Chojnowski  |
| 9  | Germania (bandiera)    | A     | Birgit Prinz        |
| 10 | Germania (bandiera)    | C     | Dzsenifer Marozsán  |
| 11 | Svezia (bandiera)      | A     | Jessica Landström   |
| 12 | Germania (bandiera)    | C     | Meike Weber         |
| 13 | Germania (bandiera)    | D     | Catharina Schmucker |
| 13 | Germania (bandiera)    | A     | Madlen Weinhardt    |
| 14 | Stati Uniti (bandiera) | D     | Ali Krieger         |
| 15 | Germania (bandiera)    | D     | Svenja Huth         |
| 16 | Germania (bandiera)    | D     | Anne Rheinheimer    |
| 17 | Germania (bandiera)    | D     | Ariane Hingst       |
| 18 | Germania (bandiera)    | C     | Kerstin Garefrekes  |
| 19 | Germania (bandiera)    | C     | Vivian Tobolik      |

| N. |                     | Ruolo | Calciatrice          |
| -- | ------------------- | ----- | -------------------- |
| 19 | Germania (bandiera) | A     | Alexa Gantner        |
| 20 | Germania (bandiera) | D     | Jasmin Herbert       |
| 23 | Germania (bandiera) | P     | Stephanie Ullrich    |
| 24 | Germania (bandiera) | C     | Anna Becker          |
| 25 | Germania (bandiera) | D     | Saskia Bartusiak     |
| 27 | Germania (bandiera) | C     | Jessica Reinhardt    |
| 27 | Germania (bandiera) | A     | Selina Dambier       |
| 28 | Germania (bandiera) | A     | Sandra Smisek        |
| 29 | Germania (bandiera) | C     | Mirella Junker       |
| 31 | Germania (bandiera) | C     | Katharina Kiel       |
| 31 | Germania (bandiera) | C     | Mirwat El Sahhar     |
| 32 | Germania (bandiera) | D     | Tina Wunderlich      |
| 33 | Germania (bandiera) | P     | Anne-Kathrine Kremer |
| 34 | Germania (bandiera) | P     | Amanda Stahl         |
|    | Germania (bandiera) | D     | Julia Losert         |
|    | Germania (bandiera) | D     | Jasmin Meyer         |
|    | Germania (bandiera) | C     | Rosalie Sirna        |
|    | Germania (bandiera) | C     | Larissa Sehl         |
|    | Germania (bandiera) | A     | Anna-Lena Kaffarnik  |
|    | Germania (bandiera) | A     | Patrizia Barucha     |

## Calciomercato

### Sessione estiva
| Acquisti | Acquisti          | Acquisti      | Acquisti   |
| R.       | Nome              | da            | Modalità   |
| -------- | ----------------- | ------------- | ---------- |
| D        | Valeria Kleiner   | Friburgo      | definitivo |
| C        | Melanie Behringer | Bayern Monaco | definitivo |
| A        | Selina Dambier    | Saarbrücken   | definitivo |
| A        | Jessica Landström | Sky Blue      | definitivo |

| Cessioni | Cessioni        | Cessioni              | Cessioni                       |
| R.       | Nome            | a                     | Modalità                       |
| -------- | --------------- | --------------------- | ------------------------------ |
| P        | Denise Bauer    | Germania Wiesbaden    | definitivo                     |
| D        | Tina Wunderlich | 1. FFC Francoforte II | aggregata alla squadra riserve |
| D        | Christina Zerbe | Bornheim              | definitivo                     |
| C        | Leni Kaurin     | Wolfsburg             | definitivo                     |
| C        | Lee Jang-mi     | Goyang Daekyo         | definitivo                     |
| C        | Sarah Schatton  | Saarbrücken           | definitivo                     |
| A        | Petra Wimbersky | Bayern Monaco         | definitivo                     |

### Sessione invernale
| Acquisti | Acquisti           | Acquisti                      | Acquisti   |
| R.       | Nome               | da                            | Modalità   |
| -------- | ------------------ | ----------------------------- | ---------- |
| C        | Silvana Chojnowski | FSV Francoforte [Primavera B] | definitivo |

| Cessioni | Cessioni         | Cessioni         | Cessioni    |
| R.       | Nome             | a                | Modalità    |
| -------- | ---------------- | ---------------- | ----------- |
| D        | Gina Lewandowski | Western NY Flash | in prestito |

## Risultati

### Frauen-Bundesliga

#### Girone di andata
| Arbitro: | Müller-Schmäh (Potsdam) |

|                                             |           |                                     |
| Smith 32’ Müller 55’ Kaurin 65’ Omilade 80’ | Marcatori | 30’ Pohlers 67’ Prinz 70’ Behringer |

| Arbitro: | Derlin (Bad Schwartau) |

|                                                              |           |  |
| Pohlers 33’ Garefrekes 37’, 79’, 89’ Weber 73’ Behringer 86’ | Marcatori |  |

| Arbitro: | Dietz |

|                         |           |                |
| Mittag 68’ Nagasato 74’ | Marcatori | 48’ Garefrekes |

| Arbitro: | Illing (Limbach-Oberfrohna) |

|                                    |           |            |
| Garefrekes 17’, 42’, 65’ Prinz 69’ | Marcatori | 10’ Rolser |

| Arbitro: | Wenkel (Wehrden) |

|              |           |                          |
| Bresonik 52’ | Marcatori | 34’ Marozsán 88’ Pohlers |

| Arbitro: | Biehl (Siesbach) |

|                                                       |           |            |
| Marozsán 16’ Garefrekes 19’ Prinz 24’, 73’ Smisek 28’ | Marcatori | 10’ Rolser |

| Arbitro: | Wozniak (Herne) |

|              |           |                                                  |
| Karnbach 26’ | Marcatori | 19’, 76’ Garefrekes 55’ (rig.) Prinz 90’ Pohlers |

| Arbitro: | Eisenhardt (Holzgerlingen) |

|                                                                 |           |              |
| Hingst 10’ Lewandowski 16’ Garefrekes 23’ Prinz 58’ Pohlers 66’ | Marcatori | 55’ Thompson |

| Arbitro: | Kunick (Lissa) |

|  |           |                                                                      |
|  | Marcatori | 3’, 7’ Garefrekes 12’, 31’ Prinz 29’, 53’, 57’ Pohlers 79’ Landström |

| Arbitro: | Müller-Schmäh (Potsdam) |

|                                                 |           |                  |
| Garefrekes 31’, 38’ Prinz 55’, 60’ Marozsán 70’ | Marcatori | 41’ (rig.) Kulig |

| Arbitro: | Hussein (Bad Harzburg) |

|  |           |                       |
|  | Marcatori | 11’ Prinz 90’ Pohlers |

#### Girone di ritorno
| Arbitro: | Dietz |

|                                                       |           |              |
| Behringer 4’ Landström 41’ Prinz 46’ Pohlers 83’, 89’ | Marcatori | 48’ Hartmann |

| Arbitro: | Schultz (Wolfsburg) |

|  |           |                                                                       |
|  | Marcatori | 6’ (rig.), 55’, 72’ Prinz 12’ Behringer 65’ Pohlers 75’, 90’ Marozsán |

| Arbitro: | Biehl (Siesbach) |

|                                                  |           |            |
| Prinz 29’, 60’ Garefrekes 75’ Pohlers 85’ (rig.) | Marcatori | 39’ Keßler |

| Arbitro: | Wozniak (Herne) |

|  |           |                                                                                             |
|  | Marcatori | 25’ Smisek 29’, 34’ Garefrekes 59’ (rig.), 61’, 76’ (rig.) Prinz 79’ Behringer 88’ Thunebro |

| Arbitro: | Kunick (Lissa) |

|  |           |            |
|  | Marcatori | 71’ Grings |

| Arbitro: | Schultz (Wolfsburg) |

|  |           |                                          |
|  | Marcatori | 26’ Landström 54’ Garefrekes 90’ Pohlers |

| Arbitro: | Söder (Norimberga) |

|                                                                                          |           |  |
| Marozsán 7’ Pohlers 16’ (rig.), 30’, 45’, 47’ Landström 19’, 77’ Garefrekes 61’ Huth 75’ | Marcatori |  |

| Arbitro: | Derlin (Bad Schwartau) |

|  |           |                                                |
|  | Marcatori | 57’ Landström 68’ Marozsán 69’, 81’ Garefrekes |

| Arbitro: | Hussein (Bad Harzburg) |

|                                                                      |           |  |
| Marozsán 47’ Bartusiak 49’ Behringer 59’ Hingst 61’ Pohlers 67’, 88’ | Marcatori |  |

| Arbitro: | Söder (Norimberga) |

|  |           |                                      |
|  | Marcatori | 44’ Garefrekes 74’, 76’, 81’ Pohlers |

| Arbitro: | Kurtes (Düsseldorf) |

|                                                                                        |           |                |
| Huth 6’ Lewandowski 11’ Paukner 13’ (aut.) Pohlers 20’, 59’ Prinz 51’, 69’ (rig.), 81’ | Marcatori | 38’, 42’ Bürki |

### DFB-Pokal der Frauen
| Arbitro: | Biehl (Siesbach) |

|  |           |                                                                         |
|  | Marcatori | 21’ Behringer 42’ Garefrekes 53’ Huth 57’ Weber 75’ Landström 85’ Prinz |

| Arbitro: | Dietz |

| |           |  |
| Prinz 8’, 20’ Garefrekes 25’, 42’ Pohlers 29’, 24’, 48’ Huth 50’ Marozsán 69’ Lewandowski 72’, 77’ | Marcatori |  |

| Arbitro: | Wenkel (Wehrden) |

|  |           |                                        |
|  | Marcatori | 30’, 34’ Huth 65’ Marozsán 77’ Pohlers |

| Arbitro: | Hussein (Bad Harzburg) |

|                                      |           |                     |
| Pohlers 7’ Smisek 13’ Garefrekes 58’ | Marcatori | 62’ (rig.) Goeßling |

| Arbitro: | Christina Jaworek (Siesbach) |

|                         |           |              |
| Huth 15’ Garefrekes 48’ | Marcatori | 43’ Nagasato |

## Statistiche

### Statistiche di squadra
| Competizione         | Punti | In casa | In casa | In casa | In casa | In casa | In casa | In trasferta | In trasferta | In trasferta | In trasferta | In trasferta | In trasferta | Totale | Totale | Totale | Totale | Totale | Totale | DR   |
| Competizione         | Punti | G       | V       | N       | P       | Gf      | Gs      | G            | V            | N            | P            | Gf           | Gs           | G      | V      | N      | P      | Gf     | Gs     | DR   |
| -------------------- | ----- | ------- | ------- | ------- | ------- | ------- | ------- | ------------ | ------------ | ------------ | ------------ | ------------ | ------------ | ------ | ------ | ------ | ------ | ------ | ------ | ---- |
| Frauen-Bundesliga    | 57    | 11      | 10      | 0       | 1       | 57      | 8       | 11           | 9            | 0            | 2            | 46           | 8            | 22     | 19     | 0      | 3      | 103    | 16     | +87  |
| DFB-Pokal der Frauen | -     | 3       | 3       | 0       | 0       | 16      | 2       | 2            | 2            | 0            | 0            | 10           | 0            | 5      | 5      | 0      | 0      | 26     | 2      | +24  |
| Totale               | -     | 14      | 12      | 0       | 2       | 73      | 10      | 13           | 11           | 0            | 2            | 56           | 8            | 27     | 24     | 0      | 3      | 129    | 18     | +111 |

### Andamento in campionato
| Giornata  | 1 | 2 | 3 | 4 | 5 | 6 | 7 | 8 | 9 | 10 | 11 | 12 | 13 | 14 | 15 | 16 | 17 | 18 | 19 | 20 | 21 | 22 |
| --------- | - | - | - | - | - | - | - | - | - | -- | -- | -- | -- | -- | -- | -- | -- | -- | -- | -- | -- | -- |
| Luogo     | T | C | T | C | T | C | T | C | T | C  | T  | C  | T  | C  | T  | C  | T  | C  | T  | C  | T  | C  |
| Risultato | P | V | P | V | V | V | V | V | V | V  | V  | V  | V  | V  | V  | P  | V  | V  | V  | V  | V  | V  |
| Posizione | 7 | 5 | 8 | 4 | 4 | 3 | 2 | 2 | 2 | 2  | 2  | 2  | 2  | 1  | 1  | 2  | 2  | 2  | 2  | 2  | 2  | 2  |

Legenda:

Luogo: C = Casa; T = Trasferta. Risultato: V = Vittoria; N = Pareggio; P = Sconfitta.

### Statistiche delle giocatrici
| Giocatore      | Frauen-Bundesliga | Frauen-Bundesliga | Frauen-Bundesliga | Frauen-Bundesliga | DFB-Pokal der Frauen | DFB-Pokal der Frauen | DFB-Pokal der Frauen | DFB-Pokal der Frauen | Totale   | Totale | Totale      | Totale     |
| Giocatore      | Presenze          | Reti              | Ammonizioni       | Espulsioni        | Presenze             | Reti                 | Ammonizioni          | Espulsioni           | Presenze | Reti   | Ammonizioni | Espulsioni |
| -------------- | ----------------- | ----------------- | ----------------- | ----------------- | -------------------- | -------------------- | -------------------- | -------------------- | -------- | ------ | ----------- | ---------- |
| N. Angerer     | 21                | -15               | 0                 | 0                 | 4                    | -2                   | 0                    | 0                    | 25       | -17    | 0           | 0          |
| S. Bartusiak   | 21                | 1                 | 1                 | 0                 | 4                    | 0                    | 1                    | 1                    | 25       | 1      | 2           | 1          |
| M. Behringer   | 21                | 6                 | 0                 | 0                 | 4                    | 1                    | 0                    | 0                    | 25       | 7      | 0           | 0          |
| S. Chojnowski  | -                 | -                 | -                 | -                 | -                    | -                    | -                    | -                    | -        | -      | -           | -          |
| S. Dambier     | -                 | -                 | -                 | -                 | -                    | -                    | -                    | -                    | -        | -      | -           | -          |
| K. Garefrekes  | 20                | 23                | 2                 | 0                 | 5                    | 5                    | 0                    | 0                    | 25       | 28     | 2           | 0          |
| J. Herbert     | 3                 | 0                 | 0                 | 0                 | 2                    | 0                    | 0                    | 0                    | 5        | 0      | 0           | 0          |
| A. Hingst      | 20                | 2                 | 3                 | 0                 | 4                    | 0                    | 0                    | 0                    | 24       | 2      | 3           | 0          |
| S. Huth        | 20                | 2                 | 2                 | 0                 | 5                    | 5                    | 0                    | 0                    | 25       | 7      | 2           | 0          |
| M. Junker      | -                 | -                 | -                 | -                 | -                    | -                    | -                    | -                    | -        | -      | -           | -          |
| V. Kleiner     | 6                 | 0                 | 0                 | 0                 | 2                    | 0                    | 0                    | 0                    | 8        | 0      | 0           | 0          |
| A. Kremer      | 0                 | 0                 | 0                 | 0                 | -                    | -                    | -                    | -                    | 0        | 0      | 0           | 0          |
| A. Krieger     | 14                | 0                 | 0                 | 0                 | 4                    | 0                    | 0                    | 0                    | 18       | 0      | 0           | 0          |
| J. Landström   | 15                | 6                 | 1                 | 0                 | 4                    | 1                    | 0                    | 0                    | 19       | 7      | 1           | 0          |
| G. Lewandowski | 21                | 2                 | 3                 | 0                 | 5                    | 2                    | 0                    | 0                    | 26       | 4      | 3           | 0          |
| D. Marozsán    | 22                | 8                 | 0                 | 0                 | 5                    | 2                    | 0                    | 0                    | 27       | 10     | 0           | 0          |
| C. Pohlers     | 22                | 25                | 1                 | 0                 | 5                    | 5                    | 0                    | 0                    | 27       | 30     | 1           | 0          |
| B. Prinz       | 18                | 23                | 0                 | 0                 | 3                    | 3                    | 1                    | 0                    | 21       | 26     | 1           | 0          |
| A. Rheinheimer | 1                 | 0                 | 0                 | 0                 | 0                    | 0                    | 0                    | 0                    | 1        | 0      | 0           | 0          |
| S. Smisek      | 21                | 2                 | 0                 | 0                 | 4                    | 1                    | 0                    | 0                    | 25       | 3      | 0           | 0          |
| A. Stahl       | -                 | -                 | -                 | -                 | -                    | -                    | -                    | -                    | -        | -      | -           | -          |
| S. Thunebro    | 15                | 1                 | 1                 | 0                 | 4                    | 0                    | 0                    | 0                    | 19       | 1      | 1           | 0          |
| S. Ullrich     | 1                 | -1                | 0                 | 0                 | 1                    | 0                    | 0                    | 0                    | 2        | -1     | 0           | 0          |
| M. Weber       | 21                | 1                 | 2                 | 0                 | 5                    | 2                    | 2                    | 0                    | 26       | 3      | 4           | 0          |
| T. Wunderlich  | -                 | -                 | -                 | -                 | -                    | -                    | -                    | -                    | -        | -      | -           | -          |